# کلمبیا رکوردز
کلمبیا رکوردز (به انگلیسی: Columbia Records) یک شرکت آمریکایی نشر آثار موسیقی است که در سال ۱۸۸۸ بنیان‌گذاشته شد. در واقع این کمپانی از دل شرکت قدیمی‌تری به نام امریکن گرافافون کمپانی (به انگلیسی: American Graphophone Company) بیرون آمد که خود آن کمپانی هم به نوبه خود، از شرکتی قدیمی‌تر به نام ولتا گرافافون کمپانی (به انگلیسی: Volta Graphophone Company) منشعب شد.
کلمبیا رکوردز قدیمی‌ترین برند در صنعت ضبط موسیقی است که تا به‌امروز هم‌چنان فعال است. این شرکت در آغاز فعالیت‌اش در قرن نوزدهم تولیدکنندهٔ سیلندرهای مخصوص فونوگراف بوده‌است و از سال ۱۹۰۱ میلادی دستگاه فونوگراف و صفحه‌های گرامافون نیز به محصولات‌اش افزوده شد. در سال ۱۹۱۲ صاحبان شرکت تصمیم گرفتند تولید فونوگراف و سیلندرهای‌اش را متوقف کنند و انحصارا به انتشار صفحه‌های گرامافون بپردازند. از سال ۱۹۶۱ تا ۱۹۹۰ این شرکت در خارج از آمریکا و کانادا با نام سی‌بی‌اس رکوردز شناخته می‌شد.
مالک این کمپانی شرکت سونی موزیک میباشد